# Ancistrocerus campestris
Ancistrocerus campestris är en stekelart som först beskrevs av Henri Saussure 1853.  Ancistrocerus campestris ingår i släktet murargetingar, och familjen Eumenidae. Inga underarter finns listade i Catalogue of Life.